# ルービッククロック

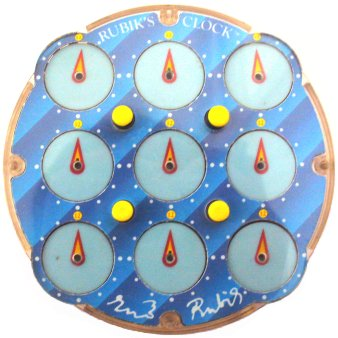
オリジナル版ルービッククロックの前面

ルービッククロック（Rubik's Clock）は、メカニカルパズルの一種である。ルービックキューブと同じくエルノー・ルービックの名前は付いているが、考案したのはクリストファー・C・ウィグスとクリストファー・J・テイラーの2人で、特許も取得している。ルービックが彼らから特許権を買い商品化したものである。最初に売り出されたのは1988年である。日本でもマッチボックスジャパンから発売された。

## 概要
ルービッククロックには2つの面があるパズルで、どちらの面にも9個の時計が配置されている。時計の四隅には1個ずつ計4個の操作ダイヤルがあり、角の部分の時計を直接回すことができる。角の部分の時計は常に両面同時に回り、片面だけ独立させて回すことはできない。つまりルービッククロックには18個時計があるが、独立しているのは14個ということになる。
パズルの両面には4つのボタンもあり、それぞれのボタンは片側を押し込む（イン）ともう片側が出てくる（アウト）ようになっている。インかアウトによりボタンに隣り合った時計が表面、裏面どちらのやはりボタンに隣り合った3つの時計と連動するようにするか選ぶことができる。すなわちボタンの設定でダイヤルで回すことのできる時計の組み合わせを決定することとなる。
ダイヤルとボタンを使って12個の時計を全て上向き（12時）に合わせるのがルービッククロックの目的となる。
時計の針の向きの組み合わせの数は1218(=26623333280885244000)通りであるが、
実はこのパズルを解くのは非常に簡単で、1つの理由としては例えばルービックキューブとは異なり、ルービッククロックは解く上で操作が交換可能、つまり操作の順序は関係ない点が挙げられる。これは「操作」を「ボタンを設定してダイヤルを回す」動作単位と理解した場合であって、もちろんボタンの動かし方とダイヤルの回し方は交換可能ではない。その結果、完全な解法は他のパズルに見られる群論よりも、より易しい線形代数のテクニックを用いれば得られることとなる。

## 記録

### 日本記録
|      | 名前       | 時間   |
| ---- | ---------- | ------ |
| 単発 | 濱口翔偉   | 3.12秒 |
| 平均 | 佐藤琉之介 | 4.52秒 |

## 世界記録
|      | 名前                    | 国               | 時間   |
| ---- | ----------------------- | ---------------- | ------ |
| 単発 | Lachlan Gibson          | ニュージーランド | 1.86秒 |
| 平均 | Volodymyr Kapustianskyi | アメリカ合衆国   | 2.39秒 |